# Outlaw Gentlemen & Shady Ladies
Outlaw Gentlemen & Shady Ladies è il quinto album in studio del gruppo heavy metal danese Volbeat, pubblicato nell'aprile 2013.

## Tracce
1. Let's Shake Some Dust – 1:28
2. Pearl Hart – 3:27
3. The Nameless One – 3:53
4. Dead But Rising – 3:35
5. Cape of Our Hero – 3:49
6. Room 24 (feat. King Diamond) – 5:07
7. The Hangman's Body Count – 5:15
8. My Body – 3:42
9. Lola Montez – 4:28
10. Black Bart – 4:48
11. Lonesome Rider (feat. Sarah Blackwood) – 4:05
12. The Sinner Is You – 4:15
13. Doc Holliday – 5:46
14. Our Loved Ones – 4:51

Tracce bonus Edizione limitata
1. Ecotone – 3:47
2. Lola Montez (Harp version) – 4:28
3. 7 Shots (feat. Mille Petrozza & Michael Denner) (Live Wacken 2012) – 5:12
4. Evelyn (feat. Mark "Barney" Greenway)) (Live Wacken 2012) – 3:46
5. Evelyn (2010 demo) – 3:29

## Formazione
- Michael Poulsen - voce, chitarra
- Rob Caggiano - chitarra
- Anders Kjølholm - basso
- Jon Larsen - batteria, percussioni